# Crystal Castles (videogioco)
Crystal Castles è un videogioco arcade pubblicato nel 1983 dalla Atari. Si controlla un orso umanizzato che deve raccogliere gemme sparse sulla sommità di strutture tridimensionali, in una specie di variante di Pac-Man in 3D.
Nel 1984-1988 uscirono conversioni per Atari 2600, Atari 8-bit, Atari ST e Apple II (forse non ufficiale) edite da Atari e per Amstrad CPC, BBC Micro, Commodore 64, Electron e ZX Spectrum edite da U.S. Gold. Le conversioni della U.S. Gold hanno il sottotitolo Diamond Plateaus in Space.

## Modalità di gioco
Il giocatore controlla l'orso Bentley Bear che cammina sopra una serie di costruzioni piene tridimensionali, i "castelli di cristallo" del titolo, rappresentati con visuale isometrica a schermo fisso. I castelli hanno forme variabili e sono costituiti da un intreccio di percorsi, con rampe e pianerottoli. Per completare ciascun castello bisogna raccogliere tutte le gemme, che inizialmente sono sparse in modo da ricoprire praticamente tutte le superfici visibili e accessibili.
Bentley può anche saltare per evitare pericoli, ma il salto non può essere usato per passare tra due percorsi non contigui; non si può saltare tra due piani, né cadere giù. Molti castelli hanno ascensori per superare certi dislivelli. Alcuni castelli hanno passaggi attraverso l'interno della costruzione.
Il gioco arcade originale si controlla tramite una trackball luminosa. Questa particolarità permette di effettuare movimenti veloci e raffinati lungo i percorsi. Fu prodotta anche una versione con il più comune controllo con joystick.
Le conversioni domestiche si controllano col joystick (o tastiera), ma la versione Atari ST supporta anche il mouse come equivalente della trackball.
Ogni castello è popolato da nemici di tipi variabili che bisogna evitare di toccare per non perdere una vita. Alcuni tipi di nemici vagano, altri inseguono direttamente Bentley.
- I Pappagemme (i nomi sono tratti dal manuale italiano per Atari 2600) possono mangiare le gemme, eliminandole definitivamente; Bentley può eliminare un Pappagemme se lo tocca mentre sta ingoiando una gemma, o lo può stordire temporaneamente saltandolo.
- Gli Alberacci sono alberi semoventi che inseguono Bentley e mangiano le gemme; Bentley li può stordire temporaneamente quando li salta o attirare verso gli ostacoli per bloccarli.
- Lo sciame d'api può arrivare periodicamente quando è presente un vaso di miele o quando si sta troppo tempo in un castello. Bentley può raccogliere l'eventuale vaso di miele per il punteggio e per non attrarre le api.
- Le bocce cristalline rotolano lentamente, inseguono Bentley e mangiano gemme.
- La strega Bertilda si può eliminare se si indossa il cappello magico.
- Il calderone della strega è immobile.
- Scheletri e spettri si spostano imprevedibilmente su corte distanze.

Spesso è presente un cappello a cono rosso che, se raccolto e indossato da Bentley, conferisce temporaneamente l'invulnerabilità, ossia consente di passare indenni attraverso i nemici, ma non di ucciderli (eccetto Bertilda).
I livelli sono numerati in modo che ogni livello è formato di solito da quattro castelli da affrontare in sequenza. Ogni castello è identificato da un nome o a volte un breve suggerimento (esclusa la versione Atari 2600).
La versione arcade comprende in totale 37 castelli, ma hanno solo 16 forme possibili, che si ripetono più volte con colori variabili. Dopo l'ultimo livello il gioco termina, e si ritiene che Crystal Castles sia stato il primo arcade a offrire un finale ben definito; viene mostrato un giudizio testuale in base alla bravura del giocatore e un'animazione geometrica.
Nella versione arcade le strutture di alcuni castelli raffigurano le iniziali di alcuni amici dell'autore e videogiocatori famosi, mentre nel primo livello compaiono le iniziali variabili del primo giocatore nella tabella dei record.
Sempre in versione arcade sono presenti alcuni trucchi, andando in certi punti nascosti, per saltare parte dei livelli più facili; un concetto che precedette le warp zone di Mario. Questi passaggi sono presenti anche in altre versioni come quella per Commodore 64, mentre su Atari 2600 no, ma è possibile iniziare direttamente la partita da livelli più avanzati.

## Sviluppo

### Arcade
Lo sviluppo del Crystal Castles originale è accreditato soprattutto al programmatore Franz Xaver Lanzinger, assunto dall'Atari all'inizio del 1982 grazie alla sua esperienza nel linguaggio Assembly. Per il successivo anno e mezzo Lanzinger lavorò al progetto del videogioco.
Crystal Castles non ha antesignani evidenti, a parte che il principio di raccogliere gemme sparse su una rete di percorsi può ricordare Pac-Man. Sorprendentemente, il progetto prese il via come seguito di Asteroids, un gioco di genere molto differente.
Annualmente all'Atari si tenevano brainstorming di tutto il dipartimento ingegneristico per raccogliere idee per possibili nuovi giochi, che venivano raccolte in un testo detto il Big Book. I progetti da avviare dovevano essere scelti tra quelli già approvati nel Big Book e Lanzinger ci trovò Toporoids, una rivisitazione 3D di Asteroids che prendeva il suo strano nome provvisorio dalla topologia. Lanzinger quindi iniziò a lavorare su questo progetto, che doveva essere uno sparatutto spaziale come il predecessore.
Secondo Lanzinger, fin quasi dall'inizio gli sfondi tridimensionali avevano già l'aspetto che hanno nel gioco definitivo. Lanzinger sperimentava con altezze e colori delle strutture, ascensori, gallerie, ecc. Fu influenzato anche dalle strane geometrie tridimensionali dei disegni di Maurits Cornelis Escher.
Sperimentò anche col far correre una creatura umanoide sopra le strutture e raccogliere gemme sparse sul paesaggio, e qui capì che poteva trarne un gioco divertente prendendo direzioni diverse dall'idea di Toporoids. Con il resto della squadra si decise di passare a un tema fiabesco.
Come protagonista si scelse un orso, inizialmente chiamato Braveheart Bear (lett. "orso cuore impavido"), ma poi qualcuno del marketing lo fece cambiare per non rischiare controversie con i nativi americani (all'epoca c'era già qualche problema con il nome degli Atlanta Braves), e infine si scelse Bentley Bear.
Lanzinger giocava molto a Centipede e l'Atari stava sviluppando Millipede nel laboratorio attiguo, e da questi giochi gli venne l'ispirazione a usare la trackball come controllo per Crystal Castles; la direzione gli lasciò libera scelta e lui la preferì al joystick.
Lanzinger scrisse tutto il codice sorgente del gioco, mentre le artiste grafiche Barbara Singh e in parte Susan McBride disegnarono gli elementi mobili. Il level design inizialmente era di Lanzinger; dopo il primo collaudo in sala giochi, con 12 livelli, i giocatori suggerirono più varietà, e al design degli ulteriori livelli più complicati partecipò Dave Ralston.
Lanzinger volle che il gioco avesse un finale; l'Atari veniva da grandi successi con giochi che avevano livelli illimitati, perciò la direzione non era d'accordo, ma Lanzinger riuscì a convincerli con una nota scritta che trattava l'importanza di dare una conclusione soddisfacente anche in un videogioco, come nelle opere che raccontano una storia.
Durante lo sviluppo Lanzinger continuava a frequentare le sale giochi, nonostante avesse a disposizione molti giochi gratis al lavoro, per restare in contatto con la cultura dei videogiocatori, cosa che lo aiutava nel design; sostiene di aver speso 2000 $ nelle sale giochi nel 1983, e di averli scaricati dalle tasse come spese di "ricerca e sviluppo".
Crystal Castles era il primo videogioco di Lanzinger e rimase anche il suo unico gioco arcade; lasciò l'Atari senza aver completato altri progetti, ritornando all'industria videoludica solo qualche anno dopo, e solo su giochi per piattaforme domestiche.

### Conversioni
Le conversioni di Crystal Castles per piattaforme domestiche furono realizzate in parte dalla stessa Atari e in parte fatte sviluppare dall'editrice britannica U.S. Gold. Alcune di queste ultime (Amstrad CPC, Atari ST, ZX Spectrum) sono accreditate alla ditta ungherese Andromeda Software.
Alcune conversioni per home computer erano in sviluppo all'Atari poco tempo dopo l'arcade, ma per motivi non dichiarati furono abbandonate, per poi uscire qualche anno dopo. 
Nel caso del Commodore 64, nel 1984 la conversione ufficiale era in sviluppo da parte di Atarisoft e poco prima un'altra conversione differente, probabilmente non ufficiale, era in sviluppo da parte di Thundervision (autrice anche di alcune versioni non ufficiali per altre piattaforme). Entrambe non furono pubblicate, ma giunsero allo stadio di prototipo funzionante; quello di Thundervision fu divulgato già allora e quello di Atarisoft è stato recuperato molti anni dopo. La versione che pubblicò ufficialmente la U.S. Gold nel 1986 è basata su quella della Atarisoft.
Anche la versione per Atari 8-bit fu realizzata come prototipo dall'Atari nel 1984, ma non pubblicata, per poi uscire meglio rifinita, edita da Atari su cartuccia, solo nel 1988.
La versione per Apple II fu anch'essa annullata dalla Atari e il gioco circolante è probabilmente un prototipo divulgato non ufficialmente.

## Accoglienza
Crystal Castles in versione arcade attirò l'attenzione, come uno dei migliori giochi da sala del suo tempo, almeno per quanto riguarda grafica e controllo a trackball. Secondo quanto riporta l'autore principale Franz Lanzinger, ne furono vendute circa 7000 unità, che generarono incassi ai gestori dell'ordine di 100 milioni di dollari.
Le conversioni di Crystal Castles per piattaforme domestiche ricevettero giudizi molto variabili dalla critica, ma con medie generalmente sopra la sufficienza. Si va da riviste decisamente insoddisfatte, come Zzap! (voto 45%, versioni CPC, C64, Spectrum, Atari) che lo giudicò un "Pac-Man abbellito", a riviste molto soddisfatte, come K (voto 5/5, versioni CPC, C64, Spectrum) che lo definì "privo di senso, ma irriducibilmente divertente".

## Serie
Non ci furono seguiti di Crystal Castles, ma il protagonista Bentley Bear ha fatto molte apparizioni ufficiali.
La AVNI Inc. ha realizzato una serie di videogiochi educativi in inglese per Atari ST basati sul personaggio e pubblicati nel 1988 dalla Atari. I titoli sono i seguenti e a video sono preceduti da Bentley Bear's, mentre in copertina hanno il sottotitolo A Bentley Bear At-Home Tutor:
- Alphabet Tutor
- Equation Builder
- General Store
- Magical Anagrams
- Magical Math I
- Magical Math II
- Magical Math III
- Memory Master
- Memory Master II
- Spelling Bee
- Typing Tutor

Bentley Bear ricomparve come uno dei personaggi giocabili nel gioco di guida Atari Karts per console Jaguar (1995).
Una rimasterizzazione autorizzata di Crystal Castles per Windows è uscita nel 2004, nella serie Snap! Classic Arcades della Topics Entertainment.
Bentley Bear's Crystal Quest è un videogioco a piattaforme a scorrimento orizzontale realizzato come homebrew rétro nel 2014 per Atari 7800 e in seguito divenuto un prodotto ufficiale dell'Atari.
Bentley Bear è un personaggio non giocabile di Atari Mania (Atari, 2022) per Windows, Nintendo Switch e Atari VCS, ed è il soggetto principale sulla copertina.

## Eredità
Crystal Castles ispirò la realizzazione di molti cloni commerciali o amatoriali, tra cui Crystle Castles per TRS-80 Color Computer della Thundervision (1984), convertito anche per Dragon 32 come Ice Castles, Castle Kingdom per Commodore 64 (1985), Frantic! per Atari 8-bit della Computronic (1986), The J.A.R. per Amiga (1989), 3D Slime per Sinclair QL della Datalink Systems (1986), e almeno cinque titoli indipendenti per BBC Micro.
Tra i giochi simili, ma più differenziati dall'originale, si possono citare Lode Runner's Rescue (1985) e Clown-O-Mania (1989).
L'autore principale del Crystal Castles originale, Franz Lanzinger, dopo aver cofondato a metà anni '90 l'azienda Actual Entertainment, volle realizzare un vero seguito, ma non riuscì a ottenerne i diritti. Perciò l'Actual pubblicò un gioco simile, Gubble (1996) per Windows, un "seguito spirituale" abbastanza diverso da evitare problemi legali.